# حكومة الدهماء

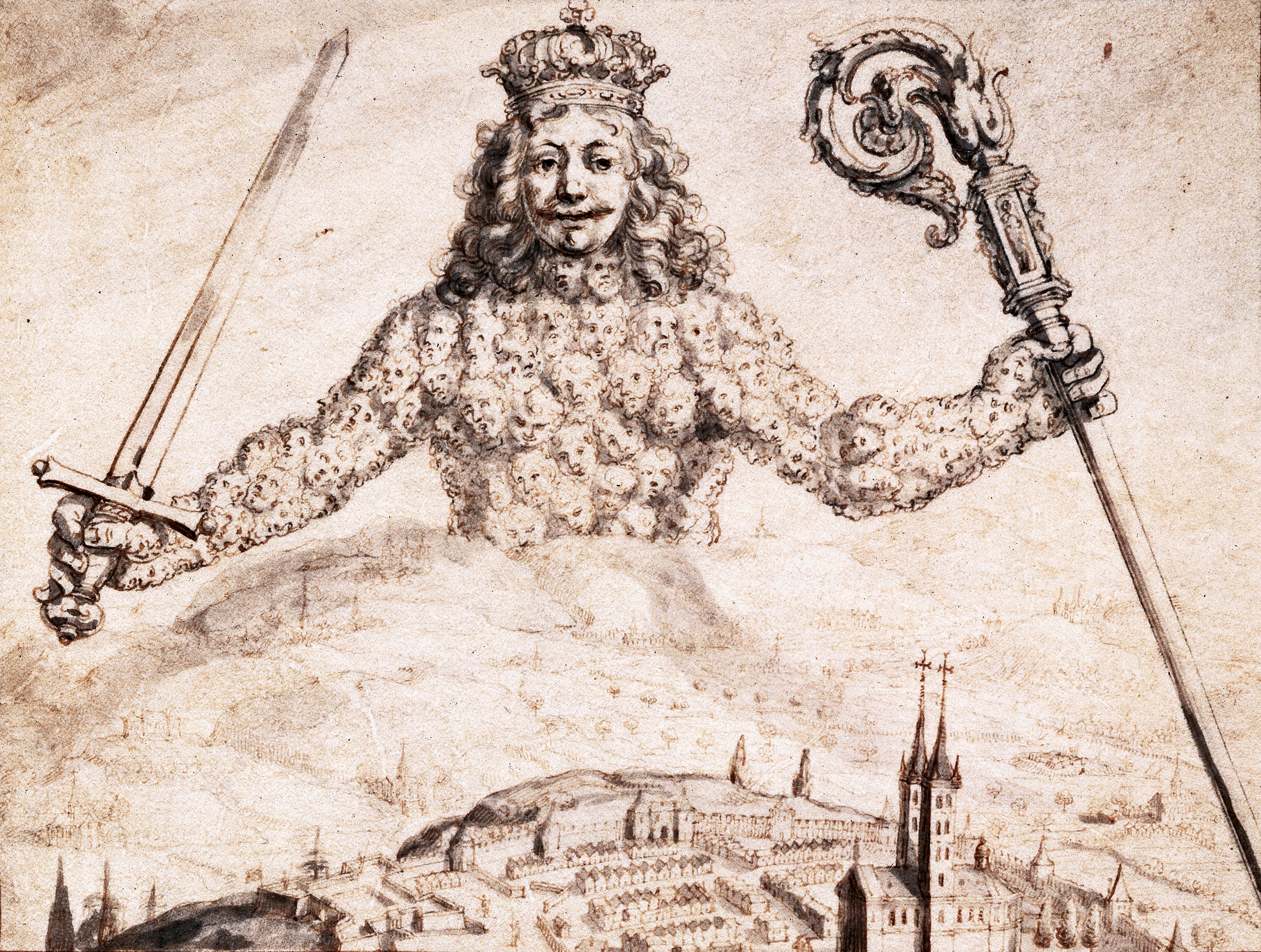

حكومة الدهماء هو نظام حكومة من قبل عامة الشعب. حكومة الدهماء هي حكومة ديمقراطية تشوبها الديماغوجيا (استبداد الأغلبية) والتي يكون فيها الحكم بالعواطف وليس بالمنطق.
اما معنى هذه الكلمة فهو عامة الشعب وسواده كما جاء في المعجم العام والوسيط.